# محمد راسم
محمد راسم (1896 - 1975) رسام جزائري تخصص في المنمنمات، وهو من أوائل الرسامين الجزائريين.

## مولده ونشأته
ولد الفنان محمد راسم عام 1896 بالجزائر في حي القصبة. من أسرة عريقة في ضروب الفن التشكيلي، وقد اهتم مُنذ نعومة أظافره بفن المنمنمات متمكنا منه بسرعة مذهلة وذلك بمساعدة أعضاء أسرته فيما بعد، كرس محمد راسم جل حياته لهذا الفن الذي ساهم بقدر كبير في شهرته.

## حياته
تمكن محمد راسم بواسطة عبقريته وتحرياته العلمية من إثراء هذا التراث الفني من دون المساس بأصالته، وذلك مع الحفاظ على التقنيات الجمالية الخاصة بفن المنمنمات وقد اتسمت الأعمال التي قام بها محمد راسم، بالدقة والصبر وثبات اليد في التنفيذ، بالشاعرية والحس الجمالي في التعبير إضافة إلى حسن اختيار الألوان
بعد تحصله عن جدارة على الجائزة الفنية الكبرى للجزائر عام 1933 إضافة إلى وسام المستشرقين، عرضت أعماله في كافة أنحاء المعمورة حيث تم اقتناء العديد منها من طرف عدة متاحف ذات شهرة عالمية مؤكدة.
اقتنع محمد راسم أن المقاومة يمكن كذلك خوضها على الجبهة الفنية. لهذا السبب حاول جاهدا أن يحمل إنجازاته علامات الإبداع، العظمة والفخر كما كانت عليه حال الجزائر قبل الحقبة الاستعمارية وكما كان يريدها بعد استعادة استقلالها. كان يريد أن يوقظ كرامة الشعب الجزائري، أن يثير غيرته، جدارته وحنينه. وقد قادته بذلك قناعاته العميقة، النابعة من روح الحرية، إلى لقاء شعبه ووطنه في سبيل تصحيح تاريخهما الذي حرفه الاستعمار.
عمل محمد راسم لفترة طويلة كمدرس في معهد الفنون الجميلة، وقد جمعت منمنماته في عدة مؤلفات، منها: الحياة الإسلامية في الماضي ومحمد راسم الجزائري.
بعيدا عن الطرق التقليدية والقديمة لمنمنمات وزخارف المدارس الفارسية والتركية، التي ولى عهدها، منذ القرن الثامن عشر، وضع محمد راسم أسس مدرسة المنمنمات الجزائرية. وقد كان له الفضل أيضا في تكوين العديد من أجيال التلاميذ الحاملين لفنه والذين تمكنوا بموهبتهم من الرقي إلى سلم الشهرة والمحافظة على فنه وإثرائه.
ارتقى محمد راسم بعالم المنمنمة فأعطاها خصائص لوحة التشكيل الفني الحديث وفق قواعد المنظور الأوروبي وتقنيات النظرية اللونية التي تميز بها «سيزان».

## وفاته
توفي محمد راسم وزوجته بالأبيار، عام 1975، في ظروف أليمة وغامضة لم يتم توضيحها لحد الساعة، وما زال يعتبر أكبر فناني المنمنمات في القرن العشرين.

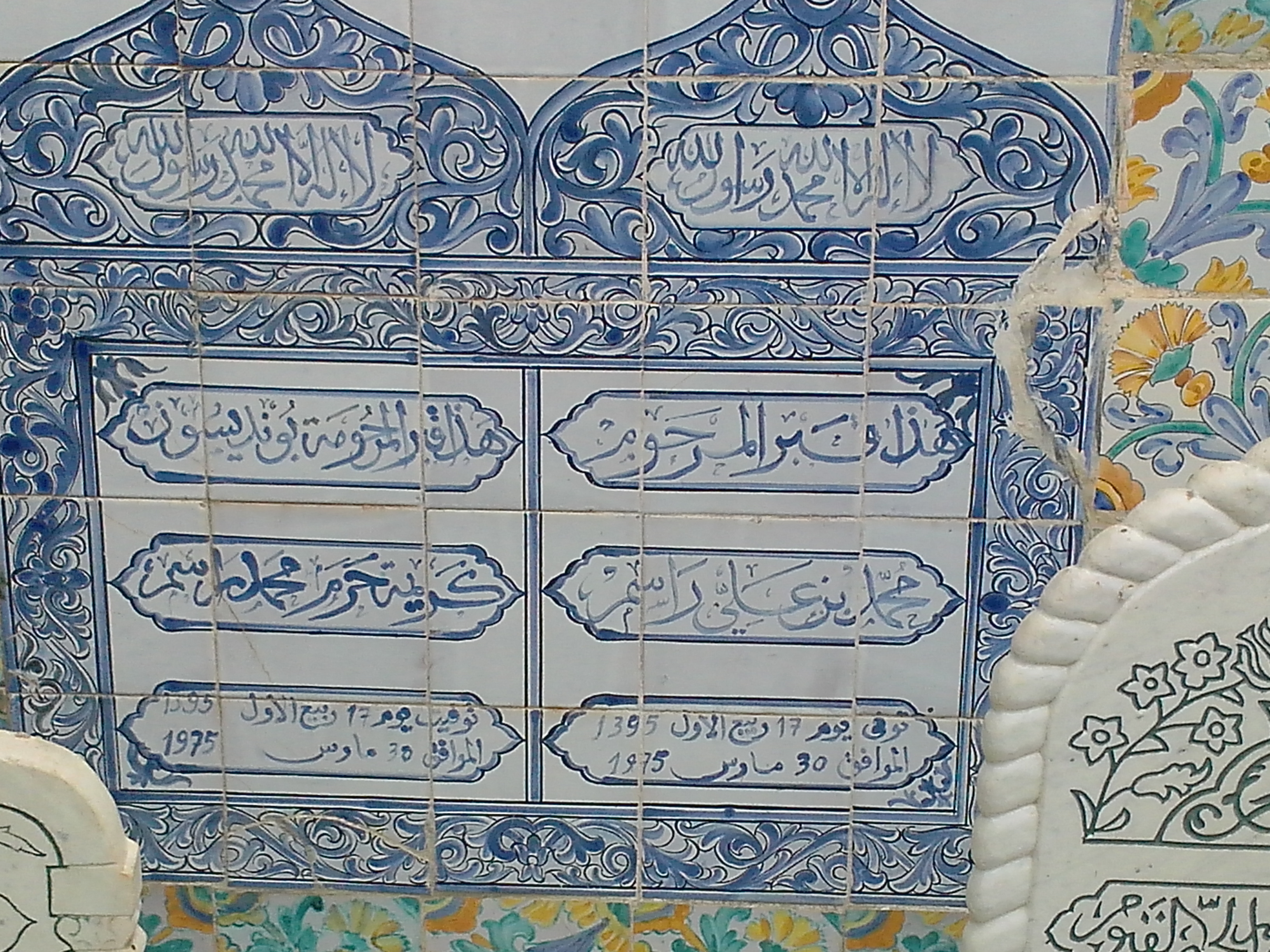
قبر محمد راسم وحرمه بمقام سيدي عبد الرحمان الثعالبي

## تسلسل الأحداث
- 1896 : ولادة محمد راسم وسط عائلة فنانين ونحاتين على الخشب بحي القصبة، كان والده وجده يعملان بمشغلهما الذي كان يتمتع بشهرة واسعة
- عند سن الرابعة عشر، بعد حصوله على شهادة الدراسة، يلتحق بمكتب الرسم للتعليم المهني حيث يدرس فن الرسم ويهتم بالمنمنمات.
- 1914 : لقائه بالرسام المستشرق نصر الدين دينات، الذي كلفه تزيين كتابه «حياة محمد» سنة.
- 1917 : أول منمنمة تحت عنوان «حياة شاعر».
- الحصول على منحة «كازا فلاسكويز» التي سمحت له بزيارة إسبانيا، الأندلس (المساجد، القصور، الحدائق، الخزفيات، الموسيقى والمخطوطات) إضافة إلى إنجلترا، لندن (المخطوطات والمنمنمات العربية الإسلامية لبزهاد والوسيطي ومتحف البحرية حيث درس الهندسة البحرية)
- 1919 : ينظم أول معرض له بالجزائر (إسبانيا الأندلسية والجزائر القديمة)
- 1922 : يستقر بباريس، حيث يقوم بأعمال للناشر الفني «بيازا» منها تزيين اثني عشرة مجلد لكتاب «ألف ليلة وليلة»
- 1924 : يمنح الوسام الذهبي من طرف مؤسسة الرسامين المستشرقين الفرنسيين.
- 1932 : في 24 مايو، يتزوج محمد راسم بالآنسة كارين بوندسون السويدية، ثم يعود إلى الجزائر.
- 1933 : يتحصل على الجائزة الفنية للجزائر.
- 1934 : يعين محمد راسم أستاذا بمدرسة الفنون الجميلة بالجزائر العاصمة حيث يدرس فن المنمنمات الجزائرية.
- 1937 : تعرض أعماله بالجناح الجزائري بالمعرض الدولي.
- 1950 : ينتخب محمد راسم عضوا شرفيا في المؤسسة الملكية لرسامي وفناني المنمنمات لإنجلترا
- 1960 : ينشر كتاب «الحياة الإسلامية في الماضي».
- 1972 : ينشر كتاب محمد راسم الجزائري.
- 1975 : تعرض محمد راسم وزوجته السويدية كارين بونديسون للقتل بالأبيار (الجزائر العاصمة) في ظروف أليمة وغامضة، فيما يعتقد أنها كانت عملية سرقة قام بها لصوص لوحات.